# Río Colorado (Captren)
El río Colorado  es un curso natural de agua que nace en la lago Conguillio y tras corto trayecto fluye con dirección NO hasta la confluencia con el río Negro para dar origen al río Captrén de la cuenca del río Imperial.

## Trayecto
El mapa de Risopatrón publicado en  1910 muestra al río Colorado que nace en la laguna Conillio, pero desemboca en un "río Negro", un río Captrén no aparece. El mapa c:File:36.50-temuco-los-angeles-angol--MP0001337.pdf del Instituto Geográfico Militar de Chile muestra una laguna y un estero Catrén, pero no un río Colorado.

## Historia
Luis Risopatrón lo describe en su Diccionario Jeográfico de Chile en 1924:: 239 
Colorado (Río). De corto caudal, nace en la laguna de Conillio, corre hacia el W entre alturas selvosas i se vacia en el marjen E del curso medio del río Captrén de la parte superior del Cautín.